# Miranshah
Miranshah (en urdu: میران شاہ‎) es una localidad de Pakistán, en el territorio de áreas tribales bajo administración federal. Es la capital de Waziristán del Norte.

## Demografía
Según estimación 2010 contaba con 2970 habitantes.